# ریچارد پرات
ریچارد پرات (انگلیسی: Richard Pratt; ۱۰ دسامبر ۱۹۳۴ – ۲۸ آوریل ۲۰۰۹) کارآفرین و سرمایه‌دار اهل لهستان بود.